# 千種有能
千種 有能（ちくさ ありよし）は、江戸時代前期の公卿。木工頭・岩倉具堯の四男。官位は正二位・権大納言。千種家（村上源氏の久我家の分流）を復興させた人物。

## 経歴
京都に生まれる。久我家の古い分家・千種家を偲んで千種を氏とした。元和9年（1623年）に叙爵し、寛永2年（1625年）には元服して侍従に任じられ、以降累進して慶安2年（1649年）には従三位となり公卿に列した。
明暦元年（1655年）、正三位参議。明暦2年（1656年）参議を辞職し、踏歌節会外弁となる。さらに寛文5年（1665年）に権中納言に任じられ、寛文9年（1669年）まで務めた。寛文6年（1666年）に従二位となる。延宝3年（1675年）から天和3年（1683年）にかけては武家伝奏役を務めた。この間の延宝4年（1676年）には権大納言となっているがすぐに辞している。また延宝5年（1677年）には正二位となる。
貞享3年（1686年）に72歳で出家。その翌年に死去した。正室に久我通前の姫を迎えており、その間に千種有維、植松雅永を儲けた。また、上野沼田藩主の真田信吉の娘（長姫）を継室としている。

## 系譜
- 父：岩倉具堯
- 母：園基継の娘
- 正室：久我通前の娘
  - 男子：千種有維（1638-1693）
  - 男子：植松雅永（1654-1708）
- 継室：長姫（真田信吉の娘）
  - 女子：愛宕通福室